# TVQ Kyushu Broadcasting

Logo di TVQ

TVQ Kyushu Broadcasting Co.,Ltd. (ティー・ヴィー・キュー九州放送株式会社?, Tii・Vii・Kii  Kyushu Hoso Kabushikigaisha, altresì nota come TVQ) è una rete televisiva giapponese, appartenente al network TXN, che trasmette nella Prefettura di Fukuoka.